# James Gillogly
James John „Jim“ Gillogly (* 5. März 1946) ist ein US-amerikanischer Informatiker und Kryptoanalytiker.

## Leben

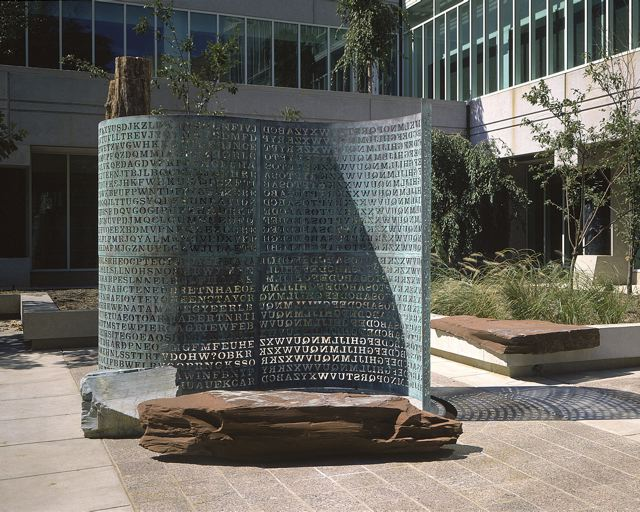
Die Kryptos-Inschrift wurde von Jim Gillogly geknackt

James J. Gillogly ist promovierter Informatiker, der seinen Ph.D. (Doctor of Philosophy) im Jahr 1978 an der Carnegie Mellon University (CMU) erwarb. Er arbeitete bei der renommierten RAND Corporation, einer Denkfabrik, die die Streitkräfte der Vereinigten Staaten berät. Jim, wie er von seinen Freunden genannt wird, gilt als einer der führenden Kryptologen der USA. Seit vielen Jahrzehnten arbeitet er erfolgreich auf den Gebieten der Computerwissenschaften und der Kryptologie. So befasste er sich intensiv mit den Beale-Chiffren und dem Voynich-Manuskript. Besonders bekannt wurde er durch die Kryptanalyse des berühmten Kryptos-Rätsels, der verschlüsselten Inschrift auf einer Skulptur des amerikanischen Bildhauers Jim Sanborn, die seit 1990 auf dem Gelände der CIA-Hauptverwaltung in Langley, Virginia, steht.
Bereits 1970 schrieb er in der Programmiersprache Fortran ein Schachprogramm (siehe Weblinks) und er hat im Jahr 1977 das erste Abenteuerspiel der Computergeschichte, das Colossal Cave Adventure, von Fortran in die moderne Programmiersprache C portiert.
Jim war Präsident der American Cryptogram Association (ACA) und benutzt dort das Pseudonym SCRYER. Er ist Redakteur der kryptologischen Fachzeitschrift Cryptologia. Dort hat er auch selbst viele Fachartikel veröffentlicht, wie beispielsweise Ciphertext-Only Cryptanalysis of Enigma (deutsch „Reiner Geheimtextangriff auf die Enigma“), in dem er eine innovative Methode unter Benutzung von Hill climbing beschreibt, um Enigma-Geheimtexte ohne Benötigung von Cribs (wahrscheinliche Wörter) zu brechen.

## Schriften (Auswahl)

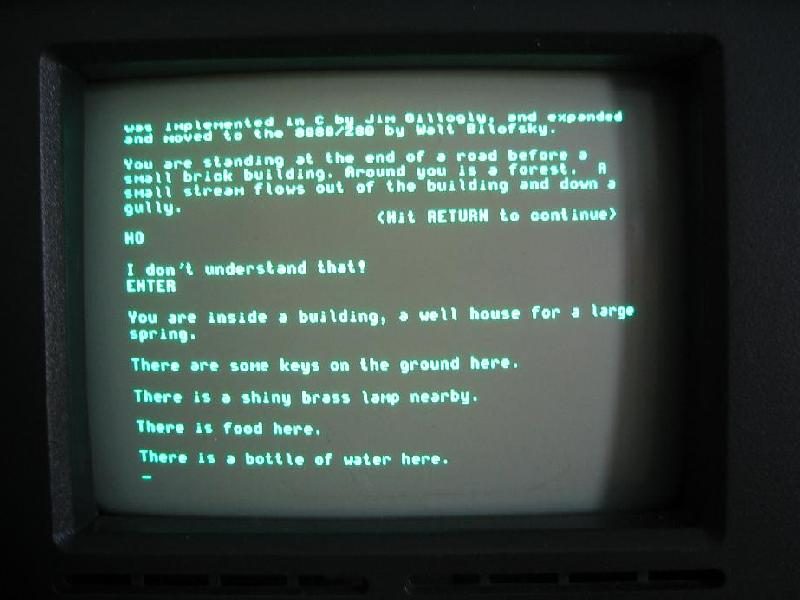
Screenshot (ca. 1982) des Colossal Cave Adventure (1976), des ersten Abenteuerspiels der Computergeschichte

- MAX – A FORTRAN Chess Player. RAND, 1970.
- The Beale Cipher – A Dissenting Option. Cryptologia, 4/2, April 1980, S. 116–119.
- The Mysterious Autocryptograph. Cryptologia, 8/1, Januar 1984, S. 79–81.
- Fast Pattern Matches for Word Lists. Cryptologia, 9/1, Januar 1985, S. 55–62.
- Breaking an Eighteenth Century Shorthand System. Cryptologia, 11/2, April 1987, S. 93–98.
- Ciphertext-Only Cryptanalysis of Enigma. Cryptologia, 19/4, Oktober 1995, S. 405–413.
- mit Larry Harnisch: Cryptograms from the Crypt. Cryptologia, 20/4, Oktober 1996, S. 325–329.
- mit Thomas Mahon: Decoding the IRA. Mercier Press, 2009, ISBN 1-85635-604-3.